# Івана Лісяк
Івана Лісяк (англ. Ivana Lisjak) (*17 березня 1987 року в Чаковец, Югославія), хорватська тенісистка-професіонал. За час виступів, найвищої сходинки в рейтингу WTA досягла 12 червня 2006, зайнявши 95 сходинку рейтингу. Івана почала грати в теніс у віці трьох років, коли її сестра привела на власні тренування до тенісного клубу. 
Івана Лісяк є чемпіонкою чотирьох турнірів ITF в одиночному і однократною — в парному розряді. 
Основне її тенісне досягнення є вихід до третього раунду US Open у 2005 року, де вона програла Ніколь Вайдішовій з Чехії, та вихід до третього раунду Роланд Гарросу у 2006 року, де поступилась колишній першій ракетці Мартіні Хінгіс.